# Auguste de Suède
Titre
Duc de Dalécarlie
24 août 1831 – 4 mars 1873
(41 ans, 6 mois et 8 jours)
Auguste de Suède-Norvège (en suédois : Prins August av Sverige och Norge), titré duc de Dalécarlie, né au château de Drottningholm, Ekerö, Suède-Norvège, le 24 août 1831 et mort au palais royal de Stockholm, le 4 mars 1873, est un prince suédo-norvégien. C'est le plus jeune enfant du roi de Suède Oscar Ier et de Joséphine de Leuchtenberg.

## Biographie

### Famille

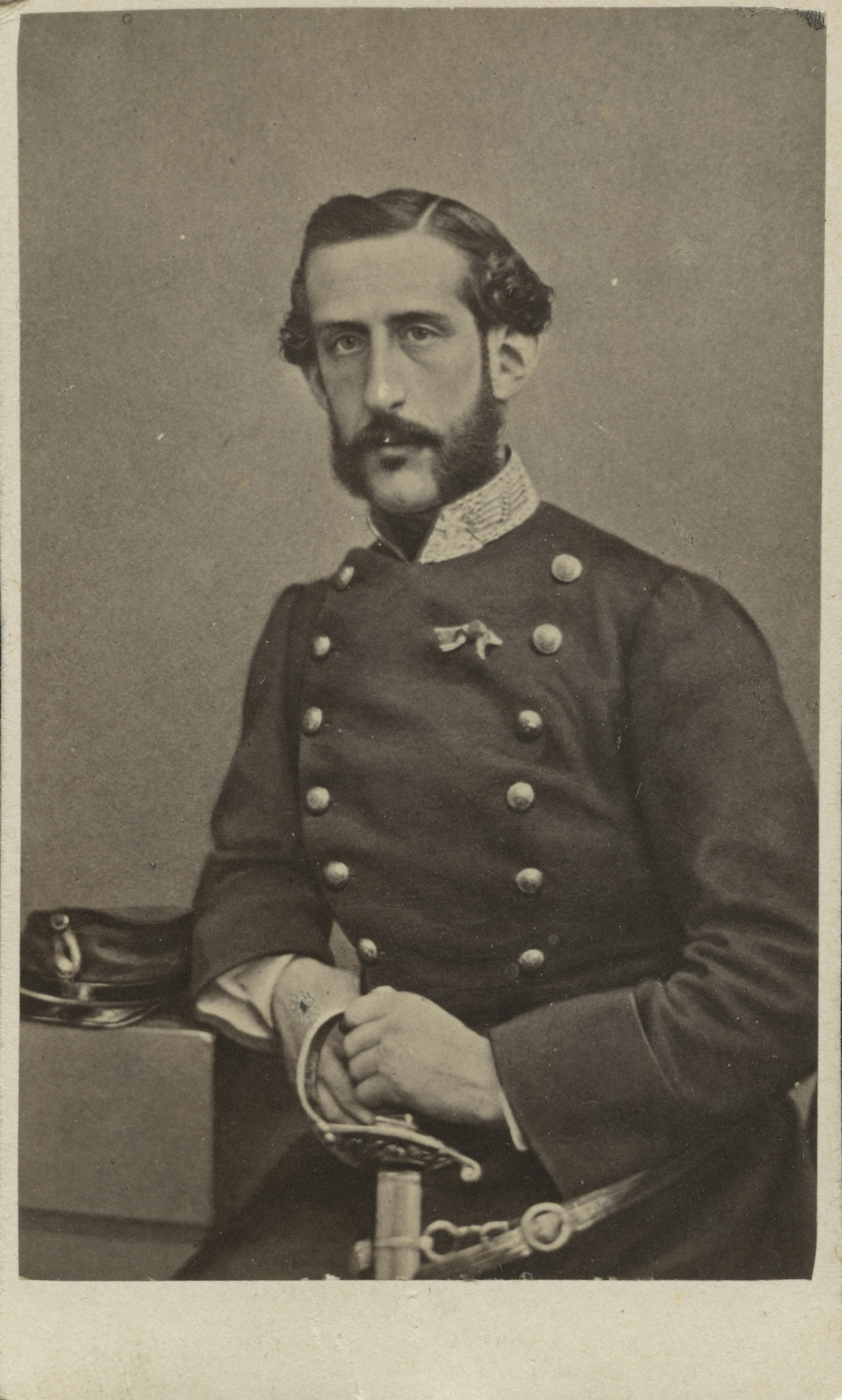
Auguste de Suède.

Le prince Auguste de Suède, né au château de Drottningholm le 24 août 1831, est le cinquième et dernier enfant du roi de Suède Oscar Ier et de Joséphine de Leuchtenberg. Il est titré duc de Dalécarlie, le jour même de sa naissance. Il a trois frères aînés : 1) le futur roi Charles XV (1826-1872), 2) Gustave duc d'Uppland (1827-1852) et 3) le futur roi Oscar II (1829-1907), ainsi qu'une sœur : Eugénie (1830-1889).

### Formation universitaire et militaire
Après un enseignement dispensé par un dénommé docteur JL Lundberg (1838-1849), et son inscription dans les rôles militaires dès 1847, il devient étudiant à l'université d'Uppsala de 1849 à 1853. Il gravit les différents échelons militaires et conquiert son premier grade en qualité de lieutenant de cavalerie le 8 octobre 1849. En 1866, il devient lieutenant dans l'artillerie, puis en 1872, lieutenant-général.

### Un prince voyageur
Le Prince Auguste est membre honoraire de l'Académie royale des sciences de Suède depuis le 10 décembre 1851. Célibataire, de 1856 à 1860, il passe ses étés dans sa résidence personnelle de Stjärnsund à Närke. Ensuite, il entreprend de plus longs voyages à l'étranger. Au cours de l'hiver 1860-1861, il séjourne à Athènes, puis reste durant trois mois en Égypte où il effectue le voyage du Nil jusqu'à Assouan et revient par Marseille.

### Mariage
Le 16 avril 1864, il épouse, à Altenbourg, la princesse Thérèse de Saxe-Altenbourg (née le 21 décembre 1836 à Triesdorf, Weidenbach (royaume de Bavière) et morte le 9 novembre 1914 au château de Haga de Stockholm (Suède-Norvège), fille aînée du prince Édouard de Saxe-Altenbourg et de la princesse Amélie de Hohenzollern-Sigmaringen. Aucun enfant ne naît de cette union.

### Une mort précoce
Le 4 mars 1873, le prince Auguste meurt presque subitement, au palais royal de Stockholm, à l'âge de 41 ans, selon certaines sources d'une pneumonie et selon d'autres, d'une insuffisance cardiaque,.
Le prince Auguste est inhumé, le 13 mars, dans la crypte située sous la chapelle Bernadotte de l’église de Riddarholmen de Stockholm.
Auguste n'avait pas le talent de ses frères, mais était une personne généreuse, sans prétention, doté d'aspects originaux.

## Titulature et honneurs

### Titulature
- 24 août 1831 — 4 mars 1873 : Son Altesse Royale le prince Auguste de Suède et de Norvège, duc de Dalécarlie.

Armoiries du prince Auguste de 1831 à 1844.
Armoiries du prince Auguste à partir 1844.

### Honneurs

#### Honneurs nationaux
- Chevalier et commandeur de l'ordre des Séraphins (Suède) (24 août 1831) ;
- Chevalier de l'ordre de Charles XIII (Suède) (24 août 1831) ;
- Commandeur grand-croix de l'ordre de l'Épée (Suède) (24 août 1831) ;
- Commandeur grand-croix de l'ordre royal de l'Étoile polaire (Suède) (24 août 1831) ;
- Grand-croix avec collier de l'ordre de Saint-Olaf (21 août 1847) ;

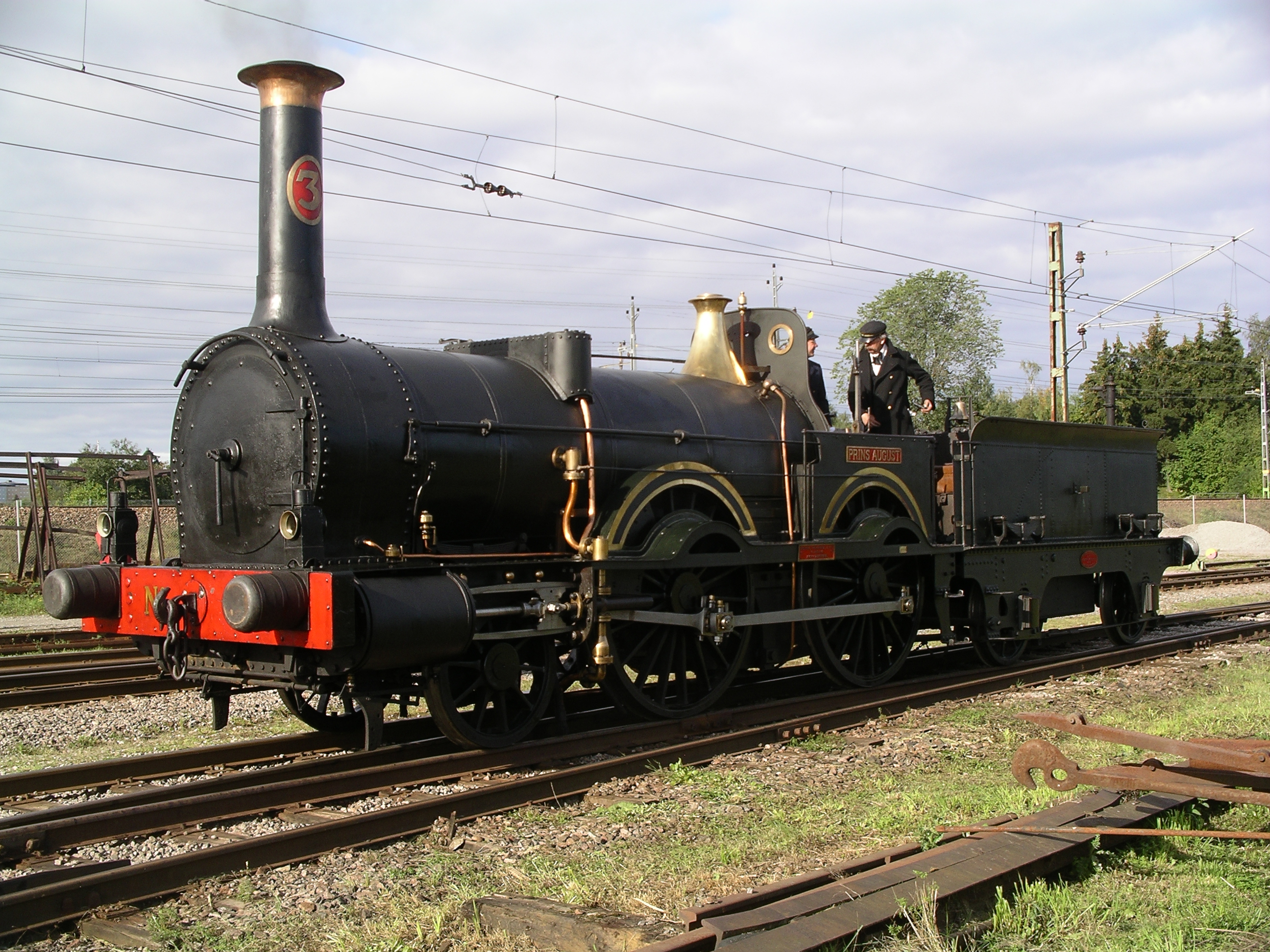
La locomotive Prins August.

#### Honneurs étrangers
- Grand-croix de l'ordre d'Albert l'Ours (Anhalt) (21 avril 1864) ;
- Grand-croix de l'ordre de Saint-Étienne (Autriche-Hongrie) (1870) ;
- Chevalier de l'ordre de l'Éléphant (Danemark) (9 juin 1852) ;
- Grand-croix de l'ordre royal des Guelfes (Hanovre) (1852) ;
- Croix d'honneur 1re classe de l'ordre de Hohenzollern ;
- Chevalier de l'ordre du Lion d'or de la maison de Nassau (juillet 1858) ;
- Grand-croix de l'ordre du Lion néerlandais (Pays-Bas) ;
- Chevalier de l'ordre de Saint-André (Russie) (1863) ;
- Chevalier de l'ordre de Saint-Alexandre Nevski (Russie) ;
- Chevalier de l'ordre de l'Aigle blanc (Russie) ;
- Chevalier 1re classe de l'ordre de Sainte-Anne (Russie) ;
- Grand-croix de l'ordre de la Maison ernestine de Saxe (duchés saxons) (avril 1861) ;

#### Éponymie
- La Prins August, locomotive de 1856 qui fait partie de la collection du Musée des chemins de fer suédois, est nommée en l'honneur d'Auguste de Suède. Il s'agit de la plus ancienne locomotive à vapeur en état de marche au monde[4].

### Sources
- (sv) Cet article est partiellement ou en totalité issu de l’article de Wikipédia en suédois intitulé « Prins August av Sverige och Norge » (voir la liste des auteurs).